# Liste von Sakralbauten in Freudenberg (Baden)
Die Liste von Sakralbauten in Freudenberg nennt Kirchengebäude und sonstige Sakralbauten im Stadtgebiet von Freudenberg im Main-Tauber-Kreis in Baden-Württemberg.

## Sakralbauten in Freudenberg

### Christentum
Die katholischen Sakralbauten im Stadtgebiet von Freudenberg gehören zur Seelsorgeeinheit Freudenberg im Dekanat Tauberbischofsheim. Die Evangelische Emmausgemeinde II in Freudenberg ist dem Predigtbezirk Kernstadt Wertheim-Freudenberg im Kirchenbezirk Wertheim zugeordnet.

#### Kirchengebäude und Kapellen
| Name                            | Konfession | Ort                                       | Bild | Koordinaten                 |
| ------------------------------- | ---------- | ----------------------------------------- | --- | --------------------------- |
| Alte Laurentiuskirche           | r.-k.      | Freudenberg                               | | 49° 44′ 29″ N, 9° 19′ 21″ O |
| Dürrhofkapelle                  | r.-k.      | Rauenberg Dürrhof mit Forst- und Waldhaus | | 49° 44′ 59″ N, 9° 21′ 43″ O |
| Friedhofskapelle St. Laurentius | r.-k.      | Freudenberg                               | Bild gesucht Die Wikipedia wünscht sich an dieser Stelle ein Bild vom hier behandelten Ort. Falls du dabei helfen möchtest, erklärt die Anleitung , wie das geht. BW | 49° 45′ 19″ N, 9° 19′ 15″ O |
| Lourdeskapelle                  | r.-k.      | Boxtal                                    | Bild gesucht Die Wikipedia wünscht sich an dieser Stelle ein Bild vom hier behandelten Ort. Falls du dabei helfen möchtest, erklärt die Anleitung , wie das geht. BW | 49° 45′ 52″ N, 9° 24′ 1″ O  |
| Sieben Schmerzen Mariens        | r.-k.      | Wessental                                 | | 49° 43′ 48″ N, 9° 24′ 38″ O |
| St. Laurentius                  | r.-k.      | Freudenberg                               | | 49° 44′ 40″ N, 9° 19′ 31″ O |
| St. Leonhard                    | r.-k.      | Ebenheid                                  | | 49° 42′ 56″ N, 9° 21′ 38″ O |
| St.-Margarethe-Kapelle          | r.-k.      | Freudenberg, Otto-Rauch-Stift             | Bild gesucht Die Wikipedia wünscht sich an dieser Stelle ein Bild vom hier behandelten Ort. Falls du dabei helfen möchtest, erklärt die Anleitung , wie das geht. BW | 49° 45′ 28″ N, 9° 19′ 40″ O |
| St. Nikolaus                    | r.-k.      | Boxtal                                    | Bild gesucht Die Wikipedia wünscht sich an dieser Stelle ein Bild vom hier behandelten Ort. Falls du dabei helfen möchtest, erklärt die Anleitung , wie das geht. BW | 49° 45′ 53″ N, 9° 24′ 0″ O  |
| St. Wendelin                    | r.-k.      | Rauenberg                                 | | 49° 44′ 26″ N, 9° 23′ 2″ O  |

#### Mariengrotte
Folgende Mariengrotte beziehungsweise Lourdesgrotte besteht im Stadtgebiet von Freudenberg:
| Name         | Konfession | Ort       | Bild | Koordinaten                 |
| ------------ | ---------- | --------- | ---- | --------------------------- |
| Mariengrotte | r.-k.      | Wessental |      | 49° 43′ 48″ N, 9° 24′ 37″ O |

#### Friedhöfe
In der Kernstadt Freudenberg sowie in den weiteren Stadtteilen bestehen christliche Friedhöfe:
| Name     | Ort         | Bild | Koordinaten                 |
| -------- | ----------- | --- | --------------------------- |
| Friedhof | Boxtal      | Bild gesucht Die Wikipedia wünscht sich an dieser Stelle ein Bild vom hier behandelten Ort. Falls du dabei helfen möchtest, erklärt die Anleitung , wie das geht. BW | 49° 45′ 51″ N, 9° 23′ 58″ O |
| Friedhof | Ebenheid    | Bild gesucht Die Wikipedia wünscht sich an dieser Stelle ein Bild vom hier behandelten Ort. Falls du dabei helfen möchtest, erklärt die Anleitung , wie das geht. BW | 49° 43′ 6″ N, 9° 21′ 36″ O  |
| Friedhof | Freudenberg | | 49° 45′ 21″ N, 9° 19′ 13″ O |
| Friedhof | Rauenberg   | Bild gesucht Die Wikipedia wünscht sich an dieser Stelle ein Bild vom hier behandelten Ort. Falls du dabei helfen möchtest, erklärt die Anleitung , wie das geht. BW | 49° 44′ 13″ N, 9° 23′ 10″ O |
| Friedhof | Wessental   | Bild gesucht Die Wikipedia wünscht sich an dieser Stelle ein Bild vom hier behandelten Ort. Falls du dabei helfen möchtest, erklärt die Anleitung , wie das geht. BW | 49° 43′ 48″ N, 9° 24′ 34″ O |

### Judentum
Der folgende jüdische Sakralbau des ehemaligen Bezirksrabbinats Wertheim bestand einst im Stadtgebiet von Freudenberg:
| Name     | Ort         | Bild | Koordinaten                 |
| -------- | ----------- | ---- | --------------------------- |
| Synagoge | Freudenberg |      | 49° 44′ 34″ N, 9° 19′ 28″ O |

### Islam
Im Stadtgebiet von Freudenberg besteht keine Moschee. Die Muslime besuchen gewöhnlich die nächstgelegene Moschee Wertheim.